# انتقام بگیر (مجموعه تلویزیونی)
انتقام بگیر (کره‌ای: 복수 해라؛ انگلیسی: Get Revenge) یک مجموعه تلویزیونی محصول کره جنوبی سال ۲۰۲۰ با بازی کیم سا رانگ و یون هیون مین است. این مجموعه به کارگردانی کانگ مین گو است و داستان انتقام کانگ هه را از کسانی که بر جامعه حکومت می‌کنند را روایت می‌کند. این مجموعه از ۲۱ نوامبر ۲۰۲۱ تا ۱۷ ژانویه ۲۰۲۲، روزهای شنبه و یکشنبه ساعت ۲۱:۰۰ (کی‌اس‌تی) از تی‌وی چوسان برای ۱۶ قسمت پخش شد.

## بازیگران

### اصلی
- کیم سا رانگ در نقش کانگ هه را[۵]
- یون هیون مین در نقش چا مین جون